# 우리 손자 베스트
"우리 손자 베스트"는 2016년에 개봉한 대한민국의 영화이다.

## 캐스팅
- 구교환 : 교환 역
- 동방우 : 정수 역
- 김상현
- 박명신 : 숙희 역
- 전여빈 : 티파니 역
- 김종구 : 깁스노인 역
- 김중기 : 교환 부 역
- 김소희 : 교환 모 역
- 이봄 : 미선 역
- 박효근 : 희철 역
- 유상흘 : 상득 역
- 김세동 : 하품노인 역
- 김꽃비 (우정출연)
- 강산에 (우정출연)
- 김태환 (우정출연)
- 박선우 (우정출연)

## 수상
- 2017년 제4회 들꽃영화상 극영화 감독상 - 김수현